# 1549 en littérature
| Années de la littérature : 1546 - 1547 - 1548 - 1549 - 1550 - 1551 - 1552    |
| Décennies de la littérature : 1510 - 1520 - 1530 - 1540 - 1550 - 1560 - 1570 |

Cet article présente les faits marquants de l'année 1549 en littérature.

## Événements
- 15 février : Joachim Du Bellay dédicace au cardinal du Bellay le manifeste de la Pléiade, Défense et illustration de la langue française à Paris chez Arnoul L'Angelier suivis des Sonnets de l'Olive[1].
- 14 mars : fêtes de la Sciomachie, organisées à Rome par Jean du Bellay en l'honneur de la naissance de Louis de Valois. François Rabelais en fait le récit, imprimé à Lyon en novembre[2].
- 15 mars : Gilles de Gouberville, gentilhomme normand, commence à rédiger son Journal, jusqu'en mars 1562[3].

## Parutions
- Thesaurus linguae latinae, dictionnaire français-latin de Robert Estienne (1503-1559) et Henri Estienne (1528-1598)[4].
- Première édition du Livre de prière commune, écrit sous la direction de Thomas Cranmer[5].
- Compendium concertationis hujus saeculi sapientium et theologorum, de Joannes Bunderius[6].
- Erreurs amoureuses , recueil de poèmes de Pontus de Tyard (1521-1605), publié à Lyon chez Jean de Tournes[7].

- Georges de Scudéry, Poésies diverses : dédiées a Monseigneur le Duc de Richelieu, Paris, Augustin Courbé, 1649 (présentation en ligne).

## Décès
- 20 octobre : Trifone Gabriel, humaniste italien, mort le 20 novembre 1470.
- 21 décembre : Marguerite de Navarre, femme de lettres française, née en 1492.